# Општина Мајеру (Бистрица-Насауд)
Мајеру (рум. Măieru) општина је у Румунији у округу Бистрица-Насауд.
Oпштина се налази на надморској висини од 515 m.